# Мислівчув
Мислівчув (пол. Myśliwczów) — село в Польщі, у гміні Вельґомлини Радомщанського повіту Лодзинського воєводства.
Населення — 308 осіб (2011).
У 1975-1998 роках село належало до Пйотрковського воєводства.

## Демографія
Демографічна структура станом на 31 березня 2011 року:
|          | Загалом | Допрацездатний вік | Працездатний вік | Постпрацездатний вік |
| -------- | ------- | ------------------ | ---------------- | -------------------- |
| Чоловіки | 149     | 31                 | 103              | 15                   |
| Жінки    | 159     | 36                 | 84               | 39                   |
| Разом    | 308     | 67                 | 187              | 54                   |